# Parashqevi Simaku
Parashqevi Simaku (ur. 1 września 1966 w Kavajë) – albańska piosenkarka. 

## Życiorys
Urodziła się w Kavai, ale już w dzieciństwie przeniosła się do Durrës. Parashqevi Simaku siedmiokrotnie uczestniczyła w najbardziej prestiżowym festiwalu muzycznym w Albanii - Festivali i Këngës, w latach 1982-1990. Dwukrotnie została laureatką festiwalu - w 1985 piosenką Në moshën e rinisë (kompozycja Vladimira Kotaniego), a w 1988 po raz kolejny zwyciężyła piosenką E duam lumturinë (kompozycja Pirro Çako). W marcu 1989 przyłączyła się spontanicznie do studentów protestujących w miasteczku studenckim w Tiranie (Qyteti i Studentëve), którzy zaśpiewali piosenki z jej repertuaru. W czasie strajku studenckiego, prowadzącego do upadku komunizmu w Albanii wielokrotnie występowała przed protestującymi. W 1991 wyjechała do Stanów Zjednoczonych, gdzie kontynuowała karierę muzyczną.
W 1996 wystąpiła jako gość specjalny na otwarciu 35 edycji Festivali i Këngës. W 2006 podpisała kontrakt z wytwórnią Sony, wydając płytę Jehonë nga Iliria, na której zaprezentowała albańskie utwory ludowe w nowoczesnych aranżacjach.

## Życie osobiste
Mężem Parashqevi Simaku był amerykański muzyk i producent muzyczny Robert Nolfe, związany z wytwórnią Sony Music. W 2002 urodziła syna Luke'a. Mieszkała w Nowym Jorku, ale po rozwodzie z mężem w 2006 utraciła kontakt z synem, pozostała bez środków do życia i do grudnia 2024 była osobą bezdomną. Dzięki pomocy diaspory albańskiej Simaku zamieszkała w jednym z hoteli nowojorskich i po długiej przerwie po raz pierwszy spotkała się z synem.